# Gósol
Gósol è un comune spagnolo situato nella comunità autonoma della Catalogna.